# حماسه حرافیش
حماسه حرافیش (به عربی: (به عربی: ملحمة الحرافيش)) یکی از رُمان‌های مهم نجیب محفوظ، نویسندهٔ نام‌دار مصری است که در سال ۱۹۷۷ میلادی، به زبان عربی منتشر شد.
«حرافیش» در زبان عربی واژه‌ای به معنای عیاران یا جوان‌مردان است. در این رمان ادبیات فارسی نقشی برجسته دارد.

## خلاصهٔ داستان
رمان حماسه حرافیش در ده داستان پیوسته زندگی چند نسل از فرزندان و نوادگان عیاری آزاده به نام عاشور الناجی را روایت می‌کند. این عیاران نسل پس از نسل در جامعه‌ای که زمان و مکان آن روشن نیست، دل با مردم ستمدیده دارند و با زور و بیداد ستیز می‌کنند.
عیاران در نبرد با نابرابری‌ها و ناروایی‌ها، از تکیه یا خانقاهی الهام می‌گیرند که در محله‌ای دورافتاده در قاهره پشت دیوارهایی ستبر و کهن پنهان مانده و از آن تنها گهگاه به زبانی بیگانه (زبان فارسی) زمزمه‌های دعا و نغمه‌های قدسی به گوش می‌رسد. عیاران معنای این سرود دلنشین و جانگداز را نمی‌فهمند اما تا ژرفای جان حس می‌کنند و از آن نیرو می‌گیرند.

در صحنه پایانی رمان، درویشی پیر با هیئتی نورانی از پس دیوارهای تکیه بیرون می‌آید، با آواز دف و نی سرود رستگاری و نیک‌روزی را نثار راه مشتاقان و دل‌شدگان می‌کند:

با این صحنه، سرگذشت آخرین بازمانده دودمان عیاران، که مانند نیای بزرگش «عاشور» نام دارد، بسته می‌شود.

## میراث
بر پایه رمان حماسه حرافیش چند فیلم سینمایی و یک سریال تلویزیونی مصری ساخته شده است.
برخی از آثار نجیب محفوظ همچون الکرنک (قهوه‌خانه اشباح) در ایران منتشر شده، اما رمان حرافیش هنوز به فارسی ترجمه نشده است.